# Wolverhampton Wanderers FC
Wolverhampton Wanderers FC (celým názvem: Wolverhampton Wanderers Football Club), známý i jako Wolves, je anglický fotbalový klub, který sídlí ve městě Wolverhampton v metropolitním hrabství West Midlands. Založen byl v roce 1877 pod názvem St. Luke's FC. Od sezóny 2018/19 působí v Premier League (nejvyšší soutěž v Anglii). Klubové barvy jsou žlutá a černá.
Své domácí zápasy odehrává na stadionu Molineux s kapacitou 30 050 diváků.

## Historie

### Založení a Football League (1879–1893)
Stejně jako několik dalších klubů, například Everton, měli Vlci skromné počátky své historie formované vlivem oblíbeného kriketu a protestantským náboženstvím. Klub byl založen v roce 1877 jako St. Luke's F.C. Johnem Bayntonem a Johnem Brodiem, dvěma žáky církevní školy sv. Lukáše v Blakenhallu. Tým hrál svůj první zápas 13. ledna 1877 proti rezervnímu týmu Staffordu Road; později se tým spojil s fotbalovou částí místního kriketového klubu Blakenhall Wanderers, tímto vznikl Wolverhampton Wanderers v srpnu 1879. Poté, co zpočátku hráli na dvou úzkých částí půdy ve městě, se přestěhovali na Dudley Road v roce 1881 předtím, než se v roce 1884 radovali ze své první trofeje, když vyhráli Wrekinův pohár. V té samé sezóně odehráli i svůj první zápas v FA Cupu. Poté, co se stali profesionálním mužstvem v roce 1887, byl klub nominován na jednoho z dvanácti míst v první sezóně Football League v roce 1888, ve které odehráli vůbec první zápas celé ligy (proti Aston Ville). Zahajovací sezónu zakončili na třetím místě a postoupili až do finále FA Cupu, tam však podlehli 0:3 Prestonu North End, který jako první tým v historii získal double. Na konci sezóny se klub naposledy stěhoval, a to na Molineux, na němž hrají Wolves až do současnosti.

### Úspěch v FA Cupu a světové války (1893–1950)

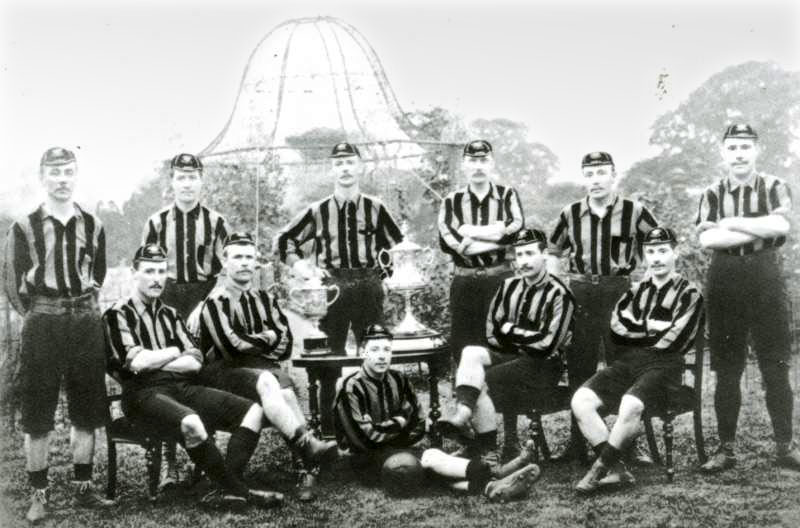
Wolves po vítězství v FA Cupu (1893)

Vlci poprvé vyhráli FA Cup v roce 1893, když zvítězili nad Evertonem 1:0, a v roce 1896 se potřetí představili ve finále FA Cupu. Klub přidal druhý triumf v nejstarší fotbalové klubové soutěži na světě v roce 1908 (vítězství 3:1 proti Newcastlu United), dva roky poté, co poprvé sestoupili do druhé divize. Po 4 letech pauzy, způsobené první světovou válkou, se tým znovu snažil získat své místo v nejvyšší soutěži, klub však sestoupil až do třetí divize, kterou ale vyhráli hned v první sezóně. Osm let po návratu do druhé ligy se Wolves znovu dostali mezi anglickou fotbalovou elitu pod vedením Franka Buckleyho. S Buckleyem se tým dostal do formy a před druhou světovou válkou skončili v lize dvakrát za sebou na druhém místě. V posledním předválečném finále FA Cupu překvapivě podlehli Portsmouthu. V letech 1937–38 se vlci dostali blízko k získání prvního anglického ligového titulu v historii klubu: vítězství v posledním zápase sezóny proti Sunderlandu by je posunulo na konečnou první příčku, ale Wolverhampton zápas nezvládl, prohráli 0:1 a z výhry v lize se tak mohl radovat Arsenal.
Když se po druhé světové válce obnovila ligová sezóna, utrpěli Vlci další nezdar z posledního dne sezóny. Stejně jako v roce 1938 by díky vítězství v posledním zápase získal titul, ale prohra 2:1 s Liverpoolem je odsunula na druhé místo právě za Merseysiders. Tento zápas byl pro Stana Cullise poslední v dresu Wolves, ale o rok později se stal manažerem klubu. V Cullisově první sezóně jako trenér dovedl tým k prvnímu velkému úspěchu za 41 let, když porazili Leicester ve finále FA Cupu. V následující sezóně skončili Wovles v lize opět těsně druzí, tentokrát je od titulu dělilo pouze horší skóre oproti šampionům z Portsmouthu.

### Éra Stana Cullise (1950–1960)
Padesátá léta byla zdaleka nejúspěšnějším obdobím v historii klubu. Kapitánem byla legenda klubu Billy Wright, který byl mimo jiné prvním fotbalistou na světě, který dosáhl mety sto utkání v reprezentačním dresu. Vlci poprvé v sezóně 1953/54 získali ligový titul, když v posledním zápase sezóně předběhli místní rivaly West Bromwich Albion. V dalších letech (sezóny 1957/58 a 1958/59) získáli další dva tituly; spolu s Manchesterem United byli považováni za nejlepší týmy anglického fotbalu.
Vlci se stali jedním z prvních klubů v Británii, které investovaly do nočního osvětletí přes 10 000 liber (což odpovídá současným 281 308 liber) . Vlci byli proslulí nejen svými úspěchy v domácí soutěži, ale i inscenací významných „osvětlených přátelských utkání“ proti ostatním špičkovým klubům z celého světa. Jedním z nejznámějších přátelských utkání byl zápas proti Honvédu Budapešť, ve kterém hrálo mnoho členů maďarského národního týmu, který nedávno předtím porazil dvakrát Anglii. Wolverhampton zápas, hraný 13. prosince 1954, zvládl a vyhrál 3:2, což vedlo národní média k vyhlášení Wolves za „Mistry světa“. Tento zápas se stal posledním podnětem pro Gabriela Hanota, redaktora časopisu L'Équipe, který navrhl vytvoření Evropského poháru (později přejmenovaného na Ligu mistrů UEFA). Vlci byli jedním z prvních britských klubů, které se této soutěže zúčastnily. V sezóně 1957/58 dokázal Wolverhampton doma porazit slavný Real Madrid 3:2 v přátelském utkání.

### Pohárové úspěchy (1960–1980)

Graf roční výkonnosti vlků v domácích soutěžích.

Šedesátá léta začala čtvrtým vítězstvím Vlků v FA Cupu a vlci téměř dosáhli prvního anglického „double“ ve 20. století. Byli kousek od dalšího ligového titulu, když skončili na druhém místě, o bod za Burnley. I přes úspěšný začátek desetiletí došlo v šedesátých letech k úpadku Wolverhamptonu. Poté, co skončili na druhé příčce v sezóně 1959/60 a následně na třetím místě za vítězem „double“ Tottenhamem, tým upadl a sám Cullis byl vyhozen po šestnácti letech ve funkci v září 1964 po katastrofálním začátku sezóny 1964/65. Cullisovo vyhození nezabránilo sestupu z nejvyšší soutěže (poprvé od roku 1922/23). V druhé lize však pobyli jen dvě sezóny, v roce 1967 postoupili z druhého místa.
Návrat klubu mezi anglickou smetánku v roce 1967 předpovědělo další poměrně úspěšné období klubu pod vedením Billa McGarryho. V roce 1971 skončili na čtvrtém místě v lize a kvalifikovali se do nově vytvořeného Poháru UEFA. Na cestě do finále porazili Juventus a Ferencváros, ale ve finále prohráli s Tottenhamem 3:2; domácí prohra 2:1 v prvním zápase se ukázala jako rozhodující. Vlci získali trofej až o dva roky později, když poprvé vyhráli Ligový pohár, ve finále porazili Manchester City 2:1. Navzdory opětovnému sestupu v roce 1976 se Wolves ihned vrátili do první ligy jako mistři druhé divize pod manažerem Sammym Chungem; poté pod manažerem Johnem Barnwellem, v sezóně 1979/80, skončili v první šestce ligy a znovu vyhráli Ligový pohár, když tehdejší nejdražší hráč klubu Andy Gray vstřelil jediný gól finále proti úřadujícím evropským šampionům z Nottinghamu Forest.

### Finanční krize, úpadek a obnova (1980–1990)
Přestavba Molineux Stadium v roce 1979 za několik milionů liber měla být katalyzátorem téměř finančního krachu klubu během příštího desetiletí. Klub byl „zachráněn“ před likvidací na poslední chvíli, když byl zakoupen konsorciem v čele s bývalým hráčem Derekem Douganem. Zpočátku toto převzetí, financované dvěma saúdskými bratry, Mahmudem a Mohammadem Bhattim ze společnosti Allied Properties, přineslo okamžitý postup zpět do nejvyšší soutěže pod manažerem Grahamem Hawkinsem, ale neschopnost Bhattisů dostatečně investovat do klubu brzy způsobila tři po sobě jdoucí sestupy až do 4. divize, stejně tak jako neustálou hrozbu likvidace klubu.
V roce 1986, kdy byl klub opět v nucené správě, došlo k dohodě o koupi stadionu a okolních pozemků městskou radou ve Wolverhamptonu, zatímco místní developer vyplatil nevyrovnané dluhy klubu výměnou za povolení k výstavbě pozemku sousedícího se stadionem. V sezóně 1986/87 se Wolves účastnili vůbec první sezóny ve čtvrté divizi, kde pod vedením nového manažera Grahama Turnera a góly kanonýra Steva Bulla, který nakonec zaznamenal klubový rekord v počtu nastřílených gólů (306), se tým dostal do finále postupového play-off, v něm však nestačili na Aldershot. V následujících dvou sezónách se Wolves podařilo vyhrát jak čtvrtou, tak následně i třetí nejvyšší soutěž a sezónu 1989/90 tak již odehráli v druhé divizi. Tým vyhrál finále EFL Trophy v roce 1988 ve Wembley proti Burnley.

### Haywardovy roky (1990–2007)

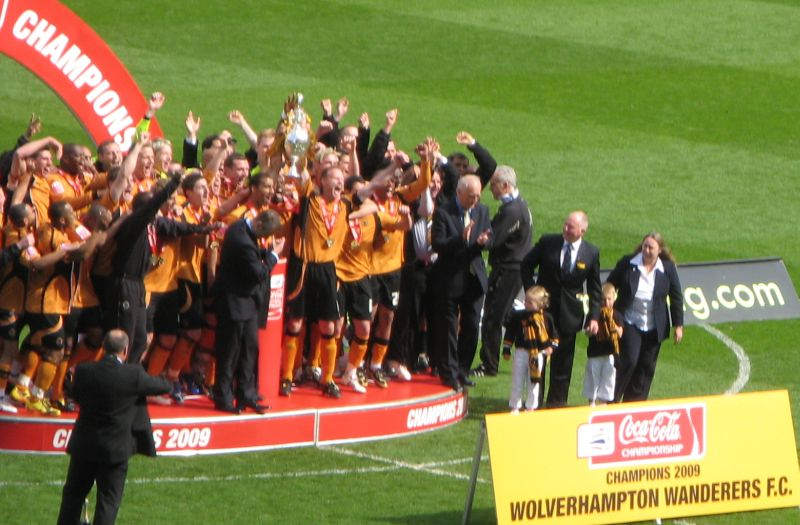
Oslava titulu v EFL Champiosnhip v roce 2009.

Celoživotní fanoušek Jack Hayward koupil klub v roce 1990 a okamžitě zafinancoval rozsáhlou přestavbu zchátralého Molineux v moderní všestranný stadion. S prací dokončenou v roce 1993, Hayward přesměroval své investice do týmu ve snaze získat postup do nově vytvořené Premier League. Přes značné investice to však nedokázali splnit ani Graham Taylor, ani Mark McGhee, oba manažeři dovedli tým jen k porážkám v play-off Druhé divize v letech 1995 a 1997. Teprve v roce 2003 se Wolves dostali zpátky do nejvyšší soutěže, když ve finále play-off pod vedením manažera Davea Jonese porazili Sheffield United 3:0 a ukončili tak 19letou absenci na nejvyšší úrovni. Jejich pobyt byl však velmi krátký, protože hned v první sezóně sestoupili do nově přejmenované EFL Championship.

### Postup a rychlý návrat zpět (2007–2016)
Poté, co se bývalý anglický manažer Glenn Hoddle neúspěšně snažil o rychlý návrat do Premier League, omlazení kádru Mickem McCarthym přineslo jen postup do neúspěšného play-off. Klub koupil od Sira Jacka Haywarda Steve Morgan v roce 2007 a o dva roky později se tým vrátil do Premier League, když v sezóně 2008/09 vyhráli druhou nejvyšší soutěž. Vlci úspěšně bojovali proti sestupu dvě sezóny, pak byl však v sezóně 2011/12 vyhozen trenér McCarthy, a tým pod vedením bývalého asistenta Terryho Connora se už v Premier League neudržel.
Po sestupu se Nor Ståle Solbakken stal prvním zámořským manažerem klubu. Jeho funkční období trvalo ale jen šest měsíců, než ho v lednu 2013, kvůli neuspokojivým výsledkům, nahradil Dean Saunders. Saunders nepřinesl žádný vzestup, což vyvrcholilo nejprve sestoupením klubu do EFL League One, do třetí nejvyšší soutěže, kam se dostali poprvé od roku 1989, a následně Saundersovou výpovědí. V návaznosti na to byl Kenny Jackett jmenován v květnu 2013 na pozici hlavního trenéra, a ve své první sezóně dovedl tým zpět do EFL Championship a vytvořil nový rekord v počtu získaných bodů v sezóně, celkem 103.

### Fosun: Návrat do Premier League a evropského fotbalu (2016–současnost)
21. července 2016 bylo potvrzeno, že čínská investiční skupina Fosun International koupila společnost, vlastnící Wolves, W.W. (1990) Ltd, od Steva Morgana za nezveřejněnou částku. O několik dní později nový vlastník klubu oznámil, že smlouva trenéra Kennyho Jacketta s klubem byla ukončena a na jeho místo nastoupil bývalý italský reprezentant Walter Zenga. Zenga byl vyhozen po pouhých 14 ligových zápasech a Paul Lambert byl jmenován jeho nástupcem v listopadu 2016, ale na konci sezóny byl Lambert taky vyhozen, novým trenérem se stal bývalý manažer Porta Nuno Espírito Santo. Pod Nunem se Wolverhamptonu opět začalo dařit a v sezóně 2017/18 získali titul v EFL Championship a po šestileté nepřítomnosti se vrátili do Premier League.
Návrat Wolverhamptonu Wanderers do Premier League vyústil v sedmou příčku v jejich první sezóně, což bylo jejich nejlepším umístění v nejvyšší soutěži od sezóny 1979–80. Tato pozice jim také přinesla místo v Evropské lize UEFA, do evropských pohárů nastoupili poprvé od roku 1981. Ve čtvrtém předkole v srpnu 2019 vyhráli 5:3 proti Turínu a postoupili do skupinové fáze, kde hráli se Slovanem Bratislava, Bragou a Beşiktaşem. Poté, co skončil na druhé příčce ve skupině, a porazili Espanyol v šestnáctifinále (poměrem 6:3), zvítězili i nad řeckým Olympiakosem, čímž se dostali až do čtvrtfinále. Ve čtvrtfinále, hrajícím na neutrálním místě v Německu, však Wolves 11. srpna 2020 podlehli Seville 0:1. Vlci zopakovali sedmé místo v Premier League, zaznamenali o dva body více než v předchozí sezóně a šesté místo jim uniklo pouze o rozdíl ve skóre za Tottenhamem.

## Historické názvy
Zdroj: 
- 1877 – St. Luke's FC (St. Luke's Football Club)
- 1879 – fúze s The Wanderers FC ⇒ Wolverhampton Wanderers FC (Wolverhampton Wanderers Football Club)

## Získané trofeje
- First Division / Premier League ( 3× )
  - 1953/54, 1957/58, 1958/59
- Second Division / EFL Championship ( 4× )
  - 1931/32, 1976/77, 2008/09, 2017/18
- Third Division / EFL League One ( 3× )
  - 1923/24 (Sever), 1988/89, 2013/14
- Fourth Division ( 1× )
  - 1987/88
- FA Cup ( 4× )
  - 1892/93, 1907/08, 1948/49, 1959/60
- EFL Cup ( 2× )
  - 1973/74, 1979/80
- Community Shield ( 4× )
  - 1949, 1954, 1959, 1960
- EFL Trophy ( 1× )
  - 1987/88

## Soupiska
Aktuální k datu: 4. září 2023
| Číslo |             | Pozice | Hráč            |
| ----- | ----------- | ------ | --------------- |
| 1     | Portugalsko | B      | José Sá         |
| 2     | Irsko       | O      | Matt Doherty    |
| 3     | Alžírsko    | O      | Rayan Aït-Nouri |
| 4     | Uruguay     | O      | Santiago Bueno  |
| 5     | Gabon       | Z      | Mario Lemina    |
| 6     | Mali        | Ú      | Boubacar Traoré |
| 7     | Portugalsko | Ú      | Pedro Neto      |
| 8     | Brazílie    | Z      | João Gomes      |
| 9     | Portugalsko | Ú      | Fábio Silva     |
| 11    | Jižní Korea | Ú      | Hwang Hi-čchan  |
| 12    | Brazílie    | Ú      | Matheus Cunha   |
| 15    | Anglie      | O      | Craig Dawson    |
| 17    | Španělsko   | O      | Hugo Bueno      |

| Číslo |             | Pozice | Hráč                                          |
| ----- | ----------- | ------ | --------------------------------------------- |
| 18    | Rakousko    | Ú      | Saša Kalajdžić                                |
| 19    | Španělsko   | O      | Jonny Otto                                    |
| 20    | Anglie      | Z      | Tommy Doyle (na hostování z Manchesteru City) |
| 21    | Španělsko   | Z      | Pablo Sarabia                                 |
| 22    | Portugalsko | O      | Nélson Semedo                                 |
| 23    | Anglie      | O      | Max Kilman (kapitán)                          |
| 24    | Portugalsko | O      | Toti                                          |
| 25    | Anglie      | B      | Dan Bentley                                   |
| 30    | Paraguay    | Ú      | Enso González                                 |
| 32    | Irsko       | Z      | Joe Hodge                                     |
| 40    | Wales       | B      | Tom King                                      |
|       | Portugalsko | Z      | Bruno Jordão                                  |
|       | Francie     | Z      | Jean-Ricner Bellegarde                        |

### Na hostování
| Číslo |             | Pozice | Hráč                                                           |
| ----- | ----------- | ------ | -------------------------------------------------------------- |
|       | Kolumbie    | O      | Yerson Mosquera (v FC Cincinnati do poloviny sezóny 2023/24)   |
|       | Nizozemsko  | O      | Ki-Jana Hoever (ve Stoke City do konce sezóny 2023/24)         |
|       | Nizozemsko  | O      | Nigel Lonwijk (v Grasshoppers do konce sezóny 2023/24)         |
|       | Jamajka     | O      | Dexter Lembikisa (v Rotherhamu United do konce sezóny 2023/24) |
|       | Maďarsko    | O      | Bendegúz Bolla (v Servette do konce sezóny 2023/24)            |
|       | Portugalsko | Z      | Daniel Podence (v Olympiakosu do konce sezóny 2023/24)         |

| Číslo |             | Pozice | Hráč                                                         |
| ----- | ----------- | ------ | ------------------------------------------------------------ |
|       | Anglie      | Z      | Luke Cundle (v Plymouthu Argyle do konce sezóny 2023/24)     |
|       | Portugalsko | Ú      | Chiquinho (ve Famalicãu do konce sezóny 2023/24)             |
|       | Portugalsko | Ú      | Gonçalo Guedes (v Benfice Lisabon do konce sezóny 2023/24)   |
|       | Kanada      | Ú      | Theo Corbeanu (v Grasshoppers do konce sezóny 2023/24)       |
|       | Wales       | Ú      | Chem Campbell (v Charltonu Athletic do konce sezóny 2023/24) |

## Významní hráči
- Billy Wright (1939–1959)
- Ron Flowers (1952–1967)
- Derek Dougan (1967–1975)
- Andy Mutch (1986–1993)
- Steve Bull (1986–1999)
- Mike Stowell (1990–2001)
- Carl Ikeme (2003–2018)
- David Edwards (2008–2017)
- Matt Doherty (2010–2020)

## Trenéři
| Jméno               | Země          | Od             | Do             |
| ------------------- | ------------- | -------------- | -------------- |
| George Worrall      | Anglie        | srpna 1877     | května 1885    |
| Jack Addenbrooke    | Anglie        | srpna 1885     | června 1922    |
| George Jobey        | Anglie        | června 1922    | května 1924    |
| Albert Hoskins      | Anglie        | června 1924    | března 1926    |
| Fred Scotchbrook    | Anglie        | března 1926    | června 1927    |
| Major Frank Buckley | Anglie        | července 1927  | března 1944    |
| Ted Vizard          | Wales         | dubna 1944     | května 1948    |
| Stan Cullis         | Anglie        | června 1948    | září 1964      |
| Andy Beattie        | Skotsko       | listopadu 1964 | září 1965      |
| Ronnie Allen        | Anglie        | září 1965      | listopadu 1968 |
| Bill McGarry        | Anglie        | listopadu 1968 | května 1976    |
| Sammy Chung         | Anglie        | června 1976    | listopadu 1978 |
| John Barnwell       | Anglie        | listopadu 1978 | ledna 1982     |
| Ian Greaves         | Anglie        | února 1982     | srpna 1982     |
| Graham Hawkins      | Anglie        | srpna 1982     | dubna 1984     |
| Tommy Docherty      | Skotsko       | června 1984    | července 1985  |
| Bill McGarry        | Anglie        | září 1985      | listopadu 1985 |
| Sammy Chapman       | Severní Irsko | listopadu 1985 | srpna 1986     |
| Graham Turner       | Anglie        | října 1986     | března 1994    |
| Graham Taylor       | Anglie        | března 1994    | listopadu 1995 |
| Mark McGhee         | Anglie        | prosince 1995  | listopadu 1998 |
| Colin Lee           | Skotsko       | listopadu 1998 | prosince 2000  |
| Dave Jones          | Anglie        | ledna 2001     | listopadu 2004 |
| Glenn Hoddle        | Anglie        | prosince 2004  | července 2006  |
| Mick McCarthy       | Anglie        | července 2006  | února 2012     |
| Terry Connor        | Irsko         | února 2012     | června 2012    |
| Ståle Solbakken     | Norsko        | července 2012  | ledna 2013     |
| Dean Saunders       | Wales         | ledna 2013     | května 2013    |
| Kenny Jackett       | Wales         | května 2013    | července 2016  |
| Walter Zenga        | Itálie        | července 2016  | října 2016     |
| Paul Lambert        | Skotsko       | listopadu 2016 | května 2017    |
| Nuno Espírito Santo | Portugalsko   | května 2017    | května 2021    |
| Bruno Lage          | Portugalsko   | června 2021    | října 2022     |
| Steve Davis         | Anglie        | října 2022     | listopadu 2022 |
| Julen Lopetegui     | Španělsko     | listopadu 2022 | července 2023  |
| Gary O'Neil         | Anglie        | srpna 2023     |                |

## Umístění v jednotlivých sezonách
Stručný přehled
Zdroj: 
- 1888–1892: Football League
- 1892–1906: Football League First Division
- 1906–1923: Football League Second Division
- 1923–1924: Football League Third Division North
- 1924–1932: Football League Second Division
- 1932–1965: Football League First Division
- 1965–1967: Football League Second Division
- 1967–1976: Football League First Division
- 1976–1977: Football League Second Division
- 1977–1982: Football League First Division
- 1982–1983: Football League Second Division
- 1983–1984: Football League First Division
- 1984–1985: Football League Second Division
- 1985–1986: Football League Third Division
- 1986–1988: Football League Fourth Division
- 1988–1989: Football League Third Division
- 1989–1992: Football League Second Division
- 1992–2003: Football League First Division
- 2003–2004: Premier League
- 2004–2009: Football League Championship
- 2009–2012: Premier League
- 2012–2013: Football League Championship
- 2013–2014: Football League One
- 2014–2016: Football League Championship
- 2016–2018: English Football League Championship
- 2018– : Premier League

Jednotlivé ročníky
Zdroj: 
Legenda: Z - zápasy, V - výhry, R - remízy, P - porážky, VG - vstřelené góly, OG - obdržené góly, +/- - rozdíl skóre, B - body, červené podbarvení - sestup, zelené podbarvení - postup, fialové podbarvení - reorganizace, změna skupiny či soutěže
| Anglie (1888 – )                                          |                      |        |    |    |    |    |     |    |     |     |        |
| Sezóny                                                    | Liga                 | Úroveň | Z  | V  | R  | P  | VG  | OG | +/- | B   | Pozice |
| 1888/89                                                   | Football League      | 1      | 22 | 12 | 4  | 6  | 50  | 37 | +13 | 28  | 3.     |
| 1889/90                                                   | Football League      | 1      | 22 | 10 | 5  | 7  | 51  | 38 | +13 | 25  | 4.     |
| 1890/91                                                   | Football League      | 1      | 22 | 12 | 2  | 8  | 39  | 50 | -11 | 26  | 4.     |
| 1891/92                                                   | Football League      | 1      | 26 | 11 | 4  | 11 | 59  | 46 | +13 | 26  | 6.     |
| 1892/93                                                   | First Division       | 1      | 30 | 12 | 4  | 14 | 47  | 68 | -21 | 28  | 11.    |
| 1893/94                                                   | First Division       | 1      | 30 | 14 | 3  | 13 | 52  | 63 | -11 | 31  | 9.     |
| 1894/95                                                   | First Division       | 1      | 30 | 9  | 7  | 14 | 43  | 63 | -20 | 25  | 11.    |
| 1895/96                                                   | First Division       | 1      | 30 | 10 | 1  | 19 | 61  | 65 | -4  | 21  | 14.    |
| 1896/97                                                   | First Division       | 1      | 30 | 11 | 6  | 13 | 45  | 41 | +4  | 28  | 10.    |
| 1897/98                                                   | First Division       | 1      | 30 | 14 | 7  | 9  | 57  | 41 | +16 | 35  | 3.     |
| 1898/99                                                   | First Division       | 1      | 34 | 14 | 7  | 13 | 54  | 48 | +6  | 35  | 8.     |
| 1899/00                                                   | First Division       | 1      | 34 | 15 | 9  | 10 | 48  | 37 | +11 | 39  | 4.     |
| 1900/01                                                   | First Division       | 1      | 34 | 9  | 13 | 12 | 39  | 55 | -16 | 31  | 13.    |
| 1901/02                                                   | First Division       | 1      | 34 | 13 | 6  | 15 | 46  | 57 | -11 | 32  | 14.    |
| 1902/03                                                   | First Division       | 1      | 34 | 14 | 5  | 15 | 48  | 57 | -9  | 33  | 11.    |
| 1903/04                                                   | First Division       | 1      | 34 | 14 | 8  | 12 | 44  | 66 | -12 | 36  | 8.     |
| 1904/05                                                   | First Division       | 1      | 34 | 11 | 4  | 19 | 47  | 73 | -26 | 26  | 14.    |
| 1905/06                                                   | First Division       | 1      | 38 | 8  | 7  | 23 | 58  | 99 | -41 | 23  | 20.    |
| 1906/07                                                   | Second Division      | 2      | 38 | 17 | 7  | 14 | 66  | 53 | +13 | 41  | 6.     |
| 1907/08                                                   | Second Division      | 2      | 38 | 15 | 7  | 16 | 50  | 45 | +5  | 37  | 9.     |
| 1908/09                                                   | Second Division      | 2      | 38 | 14 | 11 | 13 | 56  | 48 | +8  | 39  | 7.     |
| 1909/10                                                   | Second Division      | 2      | 38 | 17 | 6  | 15 | 64  | 63 | +1  | 40  | 8.     |
| 1910/11                                                   | Second Division      | 2      | 38 | 15 | 8  | 15 | 51  | 52 | -1  | 38  | 9.     |
| 1911/12                                                   | Second Division      | 2      | 38 | 16 | 10 | 12 | 57  | 33 | +24 | 42  | 5.     |
| 1912/13                                                   | Second Division      | 2      | 38 | 14 | 10 | 14 | 56  | 54 | +2  | 38  | 10.    |
| 1913/14                                                   | Second Division      | 2      | 38 | 18 | 5  | 15 | 51  | 52 | -1  | 41  | 9.     |
| 1914/15                                                   | Second Division      | 2      | 38 | 19 | 7  | 12 | 77  | 52 | +25 | 45  | 4.     |
| V letech 1915 až 1918 se nehrála žádná pravidelná soutěž. |                      |        |    |    |    |    |     |    |     |     |        |
| 1919/20                                                   | Second Division      | 2      | 42 | 10 | 10 | 22 | 55  | 80 | -25 | 30  | 19.    |
| 1920/21                                                   | Second Division      | 2      | 42 | 16 | 6  | 20 | 49  | 66 | -17 | 38  | 15.    |
| 1921/22                                                   | Second Division      | 2      | 42 | 13 | 11 | 18 | 44  | 49 | -5  | 37  | 17.    |
| 1922/23                                                   | Second Division      | 2      | 42 | 9  | 9  | 24 | 42  | 77 | -35 | 27  | 22.    |
| 1923/24                                                   | Third Division North | 3      | 42 | 24 | 15 | 3  | 76  | 27 | +49 | 63  | 1.     |
| 1924/25                                                   | Second Division      | 2      | 42 | 20 | 6  | 16 | 55  | 51 | +4  | 46  | 6.     |
| 1925/26                                                   | Second Division      | 2      | 42 | 21 | 7  | 14 | 84  | 60 | +24 | 49  | 4.     |
| 1926/27                                                   | Second Division      | 2      | 42 | 14 | 7  | 21 | 73  | 75 | -2  | 35  | 15.    |
| 1927/28                                                   | Second Division      | 2      | 42 | 13 | 10 | 19 | 63  | 91 | -28 | 36  | 16.    |
| 1928/29                                                   | Second Division      | 2      | 42 | 15 | 7  | 20 | 77  | 81 | -4  | 37  | 17.    |
| 1929/30                                                   | Second Division      | 2      | 42 | 16 | 9  | 17 | 77  | 79 | -2  | 41  | 9.     |
| 1930/31                                                   | Second Division      | 2      | 42 | 21 | 5  | 16 | 84  | 67 | +17 | 47  | 4.     |
| 1931/32                                                   | Second Division      | 2      | 42 | 24 | 8  | 10 | 115 | 49 | +66 | 56  | 1.     |
| 1932/33                                                   | First Division       | 1      | 42 | 13 | 9  | 20 | 80  | 96 | -16 | 35  | 20.    |
| 1933/34                                                   | First Division       | 1      | 42 | 14 | 12 | 16 | 74  | 86 | -12 | 40  | 15.    |
| 1934/35                                                   | First Division       | 1      | 42 | 15 | 8  | 19 | 88  | 94 | -6  | 38  | 17.    |
| 1935/36                                                   | First Division       | 1      | 42 | 15 | 10 | 17 | 77  | 76 | +1  | 40  | 15.    |
| 1936/37                                                   | First Division       | 1      | 42 | 21 | 5  | 16 | 84  | 67 | +17 | 47  | 5.     |
| 1937/38                                                   | First Division       | 1      | 42 | 20 | 11 | 11 | 72  | 49 | +23 | 51  | 2.     |
| 1938/39                                                   | First Division       | 1      | 42 | 22 | 11 | 9  | 88  | 39 | +49 | 55  | 2.     |
| V letech 1939 až 1945 se nehrála žádná pravidelná soutěž. |                      |        |    |    |    |    |     |    |     |     |        |
| 1946/47                                                   | First Division       | 1      | 42 | 25 | 6  | 11 | 98  | 56 | +42 | 56  | 3.     |
| 1947/48                                                   | First Division       | 1      | 42 | 19 | 9  | 14 | 83  | 70 | +13 | 47  | 5.     |
| 1948/49                                                   | First Division       | 1      | 42 | 17 | 12 | 13 | 79  | 66 | +13 | 46  | 6.     |
| 1949/50                                                   | First Division       | 1      | 42 | 20 | 13 | 9  | 76  | 49 | +27 | 53  | 2.     |
| 1950/51                                                   | First Division       | 1      | 42 | 15 | 8  | 19 | 74  | 61 | +13 | 38  | 14.    |
| 1951/52                                                   | First Division       | 1      | 42 | 12 | 14 | 16 | 73  | 73 | 0   | 38  | 16.    |
| 1952/53                                                   | First Division       | 1      | 42 | 19 | 13 | 10 | 86  | 63 | +23 | 51  | 3.     |
| 1953/54                                                   | First Division       | 1      | 42 | 25 | 7  | 10 | 96  | 56 | +40 | 57  | 1.     |
| 1954/55                                                   | First Division       | 1      | 42 | 19 | 10 | 13 | 89  | 70 | +19 | 48  | 2.     |
| 1955/56                                                   | First Division       | 1      | 42 | 20 | 9  | 13 | 89  | 65 | +24 | 49  | 3.     |
| 1956/57                                                   | First Division       | 1      | 42 | 20 | 8  | 14 | 94  | 70 | +24 | 48  | 6.     |
| 1957/58                                                   | First Division       | 1      | 42 | 28 | 8  | 6  | 103 | 47 | +56 | 64  | 1.     |
| 1958/59                                                   | First Division       | 1      | 42 | 28 | 5  | 9  | 110 | 49 | +61 | 61  | 1.     |
| 1959/60                                                   | First Division       | 1      | 42 | 24 | 6  | 12 | 106 | 67 | +39 | 54  | 2.     |
| 1960/61                                                   | First Division       | 1      | 42 | 25 | 7  | 10 | 103 | 75 | +28 | 57  | 3.     |
| 1961/62                                                   | First Division       | 1      | 42 | 13 | 10 | 19 | 73  | 86 | -13 | 36  | 18.    |
| 1962/63                                                   | First Division       | 1      | 42 | 20 | 10 | 12 | 93  | 65 | +28 | 50  | 5.     |
| 1963/64                                                   | First Division       | 1      | 42 | 12 | 15 | 15 | 70  | 80 | -10 | 39  | 16.    |
| 1964/65                                                   | First Division       | 1      | 42 | 13 | 4  | 25 | 59  | 89 | -30 | 30  | 21.    |
| 1965/66                                                   | Second Division      | 2      | 42 | 20 | 10 | 12 | 87  | 61 | +26 | 50  | 6.     |
| 1966/67                                                   | Second Division      | 2      | 42 | 25 | 8  | 9  | 88  | 48 | +40 | 58  | 2.     |
| 1967/68                                                   | First Division       | 1      | 42 | 14 | 8  | 20 | 66  | 75 | -9  | 36  | 17.    |
| 1968/69                                                   | First Division       | 1      | 42 | 10 | 15 | 17 | 41  | 58 | -17 | 35  | 16.    |
| 1969/70                                                   | First Division       | 1      | 42 | 12 | 16 | 14 | 55  | 57 | -2  | 40  | 13.    |
| 1970/71                                                   | First Division       | 1      | 42 | 22 | 8  | 12 | 64  | 54 | +10 | 52  | 4.     |
| 1971/72                                                   | First Division       | 1      | 42 | 18 | 11 | 13 | 65  | 57 | +8  | 47  | 9.     |
| 1972/73                                                   | First Division       | 1      | 42 | 18 | 11 | 13 | 66  | 54 | +12 | 47  | 5.     |
| 1973/74                                                   | First Division       | 1      | 42 | 13 | 15 | 14 | 49  | 49 | 0   | 41  | 12.    |
| 1974/75                                                   | First Division       | 1      | 42 | 14 | 11 | 17 | 57  | 54 | +3  | 39  | 12.    |
| 1975/76                                                   | First Division       | 1      | 42 | 10 | 10 | 22 | 51  | 68 | -17 | 30  | 20.    |
| 1976/77                                                   | Second Division      | 2      | 42 | 22 | 13 | 7  | 84  | 45 | +39 | 57  | 1.     |
| 1977/78                                                   | First Division       | 1      | 42 | 12 | 12 | 18 | 51  | 64 | -13 | 36  | 15.    |
| 1978/79                                                   | First Division       | 1      | 42 | 13 | 8  | 21 | 44  | 68 | -24 | 34  | 18.    |
| 1979/80                                                   | First Division       | 1      | 42 | 19 | 9  | 14 | 58  | 47 | +11 | 47  | 6.     |
| 1980/81                                                   | First Division       | 1      | 42 | 13 | 9  | 20 | 43  | 55 | -12 | 35  | 18.    |
| 1981/82                                                   | First Division       | 1      | 42 | 10 | 10 | 22 | 32  | 63 | -31 | 40  | 21.    |
| 1982/83                                                   | Second Division      | 2      | 42 | 20 | 15 | 7  | 68  | 44 | +24 | 75  | 2.     |
| 1983/84                                                   | First Division       | 1      | 42 | 6  | 11 | 25 | 27  | 80 | -53 | 29  | 22.    |
| 1984/85                                                   | Second Division      | 2      | 42 | 8  | 9  | 25 | 37  | 79 | -42 | 33  | 22.    |
| 1985/86                                                   | Third Division       | 3      | 46 | 11 | 10 | 25 | 57  | 98 | -41 | 43  | 23.    |
| 1986/87                                                   | Fourth Division      | 4      | 46 | 24 | 7  | 15 | 69  | 50 | +19 | 79  | 4.     |
| 1987/88                                                   | Fourth Division      | 4      | 46 | 27 | 9  | 10 | 82  | 43 | +39 | 90  | 1.     |
| 1988/89                                                   | Third Division       | 3      | 46 | 26 | 14 | 6  | 96  | 49 | +47 | 92  | 1.     |
| 1989/90                                                   | Second Division      | 2      | 46 | 18 | 13 | 15 | 67  | 60 | +7  | 67  | 10.    |
| 1990/91                                                   | Second Division      | 2      | 46 | 13 | 19 | 14 | 63  | 63 | 0   | 58  | 12.    |
| 1991/92                                                   | Second Division      | 2      | 46 | 18 | 10 | 18 | 61  | 54 | +7  | 64  | 11.    |
| 1992/93                                                   | First Division       | 2      | 46 | 16 | 13 | 17 | 57  | 56 | +1  | 61  | 11.    |
| 1993/94                                                   | First Division       | 2      | 46 | 17 | 17 | 12 | 60  | 47 | +13 | 68  | 8.     |
| 1994/95                                                   | First Division       | 2      | 46 | 21 | 13 | 12 | 77  | 61 | +16 | 76  | 4.     |
| 1995/96                                                   | First Division       | 2      | 46 | 13 | 16 | 17 | 56  | 62 | -6  | 55  | 20.    |
| 1996/97                                                   | First Division       | 2      | 46 | 22 | 10 | 14 | 68  | 51 | +17 | 76  | 3.     |
| 1997/98                                                   | First Division       | 2      | 46 | 18 | 11 | 17 | 57  | 53 | +4  | 65  | 9.     |
| 1998/99                                                   | First Division       | 2      | 46 | 19 | 16 | 11 | 64  | 43 | +21 | 73  | 7.     |
| 1999/00                                                   | First Division       | 2      | 46 | 21 | 11 | 14 | 64  | 48 | +16 | 74  | 7.     |
| 2000/01                                                   | First Division       | 2      | 46 | 14 | 13 | 19 | 45  | 48 | -3  | 55  | 12.    |
| 2001/02                                                   | First Division       | 2      | 46 | 25 | 11 | 10 | 76  | 43 | +33 | 86  | 3.     |
| 2002/03                                                   | First Division       | 2      | 46 | 20 | 16 | 10 | 81  | 44 | +37 | 76  | 5.     |
| 2003/04                                                   | Premier League       | 1      | 38 | 7  | 12 | 19 | 38  | 77 | -39 | 33  | 20.    |
| 2004/05                                                   | The Championship     | 2      | 46 | 15 | 21 | 10 | 72  | 59 | +13 | 66  | 9.     |
| 2005/06                                                   | The Championship     | 2      | 46 | 16 | 19 | 11 | 50  | 42 | +8  | 67  | 7.     |
| 2006/07                                                   | The Championship     | 2      | 46 | 22 | 10 | 14 | 59  | 56 | +3  | 76  | 5.     |
| 2007/08                                                   | The Championship     | 2      | 46 | 18 | 16 | 12 | 53  | 48 | +5  | 70  | 7.     |
| 2008/09                                                   | The Championship     | 2      | 46 | 27 | 9  | 10 | 80  | 52 | +28 | 90  | 1.     |
| 2009/10                                                   | Premier League       | 1      | 38 | 9  | 11 | 18 | 32  | 56 | -24 | 38  | 15.    |
| 2010/11                                                   | Premier League       | 1      | 38 | 11 | 7  | 20 | 46  | 66 | -20 | 40  | 17.    |
| 2011/12                                                   | Premier League       | 1      | 38 | 5  | 10 | 23 | 40  | 82 | -42 | 25  | 20.    |
| 2012/13                                                   | The Championship     | 2      | 46 | 14 | 9  | 23 | 55  | 69 | -14 | 51  | 23.    |
| 2013/14                                                   | League One           | 3      | 46 | 31 | 10 | 5  | 89  | 31 | +58 | 103 | 1.     |
| 2014/15                                                   | The Championship     | 2      | 46 | 22 | 12 | 12 | 70  | 56 | +14 | 78  | 7.     |
| 2015/16                                                   | The Championship     | 2      | 46 | 14 | 16 | 16 | 53  | 58 | -5  | 58  | 14.    |
| 2016/17                                                   | EFL Championship     | 2      | 46 | 16 | 10 | 20 | 54  | 58 | -4  | 58  | 15.    |
| 2017/18                                                   | EFL Championship     | 2      | 46 | 30 | 9  | 7  | 82  | 39 | +43 | 99  | 1.     |
| 2018/19                                                   | Premier League       | 1      | 38 | 16 | 9  | 13 | 47  | 46 | +1  | 57  | 7.     |
| 2019/20                                                   | Premier League       | 1      | 38 | 15 | 14 | 9  | 51  | 40 | +11 | 59  | 7.     |
| 2020/21                                                   | Premier League       | 1      | 38 | 12 | 9  | 17 | 36  | 52 | -16 | 45  | 13.    |
| 2021/22                                                   | Premier League       | 1      | 38 | 15 | 6  | 17 | 38  | 43 | -5  | 51  | 10.    |
| 2022/23                                                   | Premier League       | 1      | 38 | 11 | 8  | 19 | 31  | 58 | -27 | 41  | 13.    |
| 2023/24                                                   | Premier League       | 1      | 38 | 13 | 7  | 18 | 50  | 65 | -15 | 46  | 14.    |

## Účast v evropských pohárech
| Ročník  | Soutěž        | Kolo               | Klub              | Doma | Venku | Celkem   |
| ------- | ------------- | ------------------ | ----------------- | ---- | ----- | -------- |
| 1958/59 | PMEZ          | 1. kolo            | Schalke 04        | 2:2  | 1:2   | 3:4      |
| 1959/60 | PMEZ          | Předkolo           | Vorwärts Berlin   | 2:0  | 1:2   | 3:2      |
| 1959/60 | PMEZ          | 1. kolo            | CZ Bělehrad       | 3:0  | 1:1   | 4:1      |
| 1959/60 | PMEZ          | Čtvrtfinále        | Barcelona         | 2:5  | 0:4   | 2:9      |
| 1960/61 | PVP           | Čtvrtfinále        | Austria Vídeň     | 5:0  | 0:2   | 5:2      |
| 1960/61 | PVP           | Semifinále         | Rangers           | 1:1  | 0:2   | 1:3      |
| 1971/72 | Pohár UEFA    | 1. kolo            | Académica         | 3:0  | 4:1   | 7:1      |
| 1971/72 | Pohár UEFA    | 2. kolo            | ADO Den Haag      | 4:0  | 3:1   | 7:1      |
| 1971/72 | Pohár UEFA    | 3. kolo            | Carl Zeiss Jena   | 3:0  | 1:0   | 4:0      |
| 1971/72 | Pohár UEFA    | Čtvrtfinále        | Juventus          | 2:1  | 1:1   | 3:2      |
| 1971/72 | Pohár UEFA    | Semifinále         | Ferencvárosi      | 2:1  | 2:2   | 4:3      |
| 1971/72 | Pohár UEFA    | Finále             | Tottenham Hotspur | 1:2  | 1:1   | 2:3      |
| 1973/74 | Pohár UEFA    | 1. kolo            | Belenenses        | 2:1  | 2:0   | 4:1      |
| 1973/74 | Pohár UEFA    | 2. kolo            | Lokomotive Lipsko | 4:1  | 0:3   | 4:4 (v)  |
| 1974/75 | Pohár UEFA    | 1. kolo            | Porto             | 3:1  | 1:4   | 4:5      |
| 1980/81 | Pohár UEFA    | 1. kolo            | PSV Eindhoven     | 1:0  | 1:3   | 2:3      |
| 2019/20 | Evropská liga | 2. předkolo        | Crusaders         | 2:0  | 4:1   | 6:1      |
| 2019/20 | Evropská liga | 3. předkolo        | Pjunik            | 4:0  | 4:0   | 8:0      |
| 2019/20 | Evropská liga | 4. předkolo        | Turín             | 2:1  | 3:2   | 5:3      |
| 2019/20 | Evropská liga | Základní skupina K | Braga             | 0:1  | 3:3   | 2. místo |
| 2019/20 | Evropská liga | Základní skupina K | Beşiktaş          | 4:0  | 1:0   | 2. místo |
| 2019/20 | Evropská liga | Základní skupina K | Slovan Bratislava | 1:0  | 2:1   | 2. místo |
| 2019/20 | Evropská liga | Šestnáctifinále    | Espanyol          | 4:0  | 2:3   | 6:3      |
| 2019/20 | Evropská liga | Osmifinále         | Olympiakos        | 1:0  | 1:1   | 2:1      |
| 2019/20 | Evropská liga | Čtvrtfinále        | Sevilla FC        | 0:1  | –     | 0:1      |